# Évol
Pour les articles homonymes, voir Evol.
Évol  ou Èvol, est un hameau et une ancienne commune rattachée à la commune française d'Olette, dans le département des Pyrénées-Orientales, en région Occitanie.
Il fait partie de l'association Les Plus Beaux Villages de France.

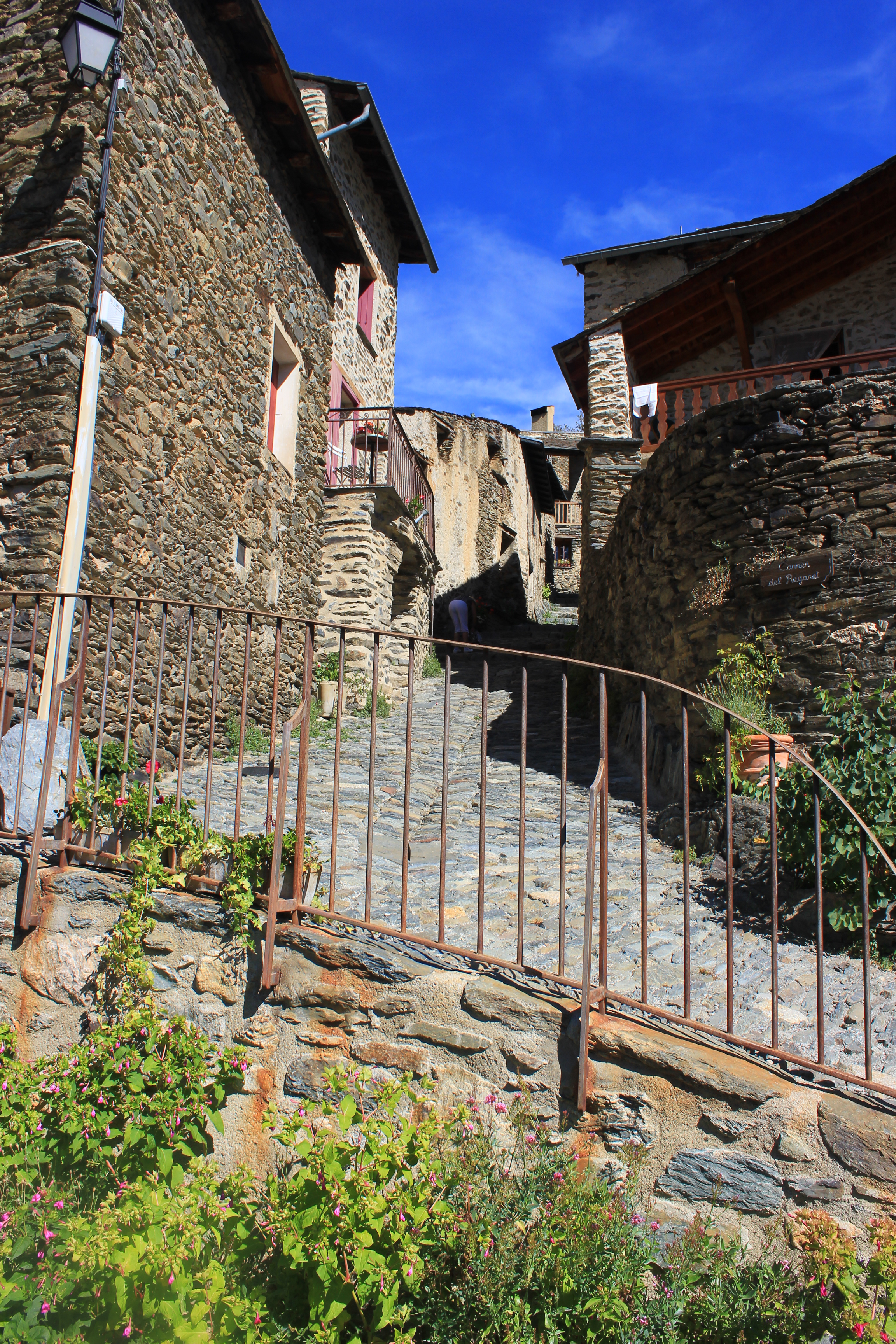
Une rue d'Evol

## Géographie
Deux kilomètres au nord-ouest du bourg d'Olette, le hameau d'Évol est perché à 800 mètres d'altitude, surplombant la ribera d'Èvol. C'est un village typique dont les maisons aux murs de schiste sont recouvertes de lauzes.

## Toponymie
Formes anciennes
Le nom d'Évol apparaît pour la première fois en 957 sous le nom de Villa Evolo ou Evole. On rencontre encore au XVe siècle la forme Evolo et à partir du XVIIe siècle Evoll ou Evol.
En catalan, le nom du lieu est Èvol, conforme à l'étymologie.
Étymologie
Plusieurs étymologies ont été avancées pour le nom d'Évol. Une première hypothèse y voit soit la racine pré-indo-européenne aew (couler, eau) suivie du suffixe diminutif latin eolum, le tout désignant une source ou une petite rivière, soit une autre base oronymique pré-latine, ev, ayant donné de nombreux noms dans le sud de la France. Il semble plutôt qu'il faille chercher l'origine du nom dans le terme latin ebulum, désignant le sureau yèble et qui a donné le catalan èbol ou èvol. L'accentuation de l'initiale dans ebulum aurait alors donné èvolo, par affaiblissement du b en v et confusion u-o.

## Histoire
Le château d'Évol fut construit en 1260 par Guillaume (ou Guillem) de So. Il n'en reste aujourd'hui qu'une tour en bon état et des murs en ruines.
Évol est érigé en vicomté en 1337.
À la Révolution française, Évol devient une commune, avant d'être rattachée à celle d'Olette en 1827.

Blason de So et d'Évol.
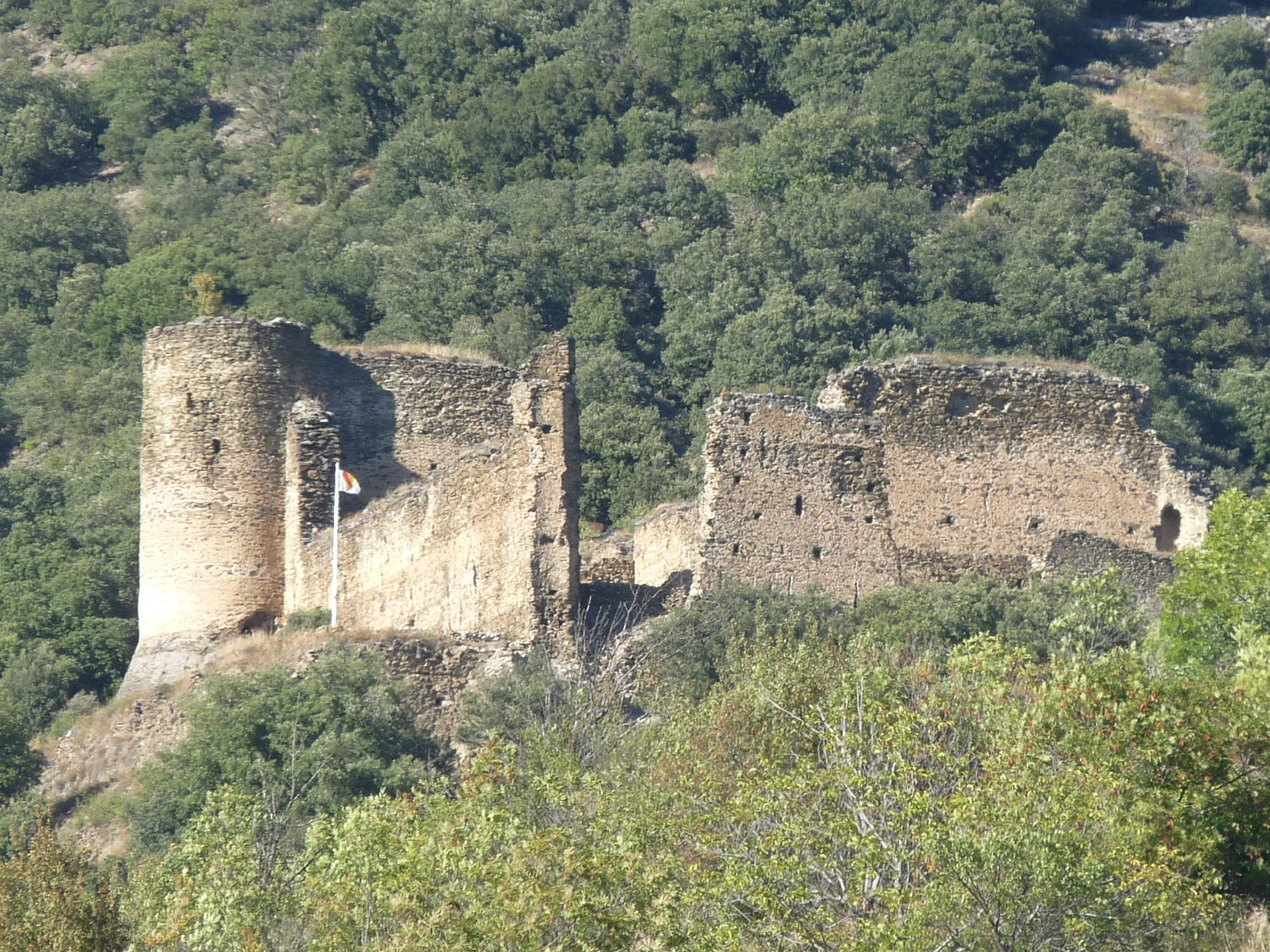
Le château vu depuis le village.

## Politique et administration

### Liste des maires
| Période | Période | Identité              | Étiquette | Qualité |
| ------- | ------- | --------------------- | --------- | ------- |
|         |         |                       |           |         |
| 1794    | 1807    | Jean-Baptiste Margail |           |         |
|         |         |                       |           |         |
| 1812    | 1814    | Joseph Mas            |           |         |
| 1814    | 1816    | Pierre Mas            |           |         |
| 1816    | 1827    | Cosme Labède          |           |         |

## Population et société

### Démographie
La population est exprimée en nombre de feux (f) ou d'habitants (H).
| 1365 | 1378 | 1470 | 1515 | 1709 | 1720 | 1767  | 1774 | 1789 |
| ---- | ---- | ---- | ---- | ---- | ---- | ----- | ---- | ---- |
| 26 f | 19 f | 27 f | 11 f | 73 f | 28 f | 262 H | 40 f | 57 f |

| 1793  | 1794  | 1800  | 1804  | 1806  | 1820  | 1826  | - | - |
| ----- | ----- | ----- | ----- | ----- | ----- | ----- | - | - |
| 304 H | 316 H | 278 H | 294 H | 314 H | 323 H | 319 H | - | - |

| 1793 | 1800 | 1806 | 1821 |
| ---- | ---- | ---- | ---- |
| 316  | 278  | 315  | 323  |

Note : à partir de 1831, la population d'Évol est recensée avec celle d'Olette.

## Culture locale et patrimoine

### Lieux et monuments
- L'église Saint-André, du XIe siècle, modifiée au XVIIIe siècle, classée monument historique en 1943[13]. Elle abrite de nombreux objets classés monuments historiques.
- La chapelle Saint-Étienne, XIVe siècle, reconstruite au XVIIIe siècle, au pied du château[6].
- Les ruines du château, XIIIe siècle, inscrites aux monuments historiques en 1982[14].
- Le musée des arts et traditions populaires.
- Le cabinet littéraire Ludovic-Massé.

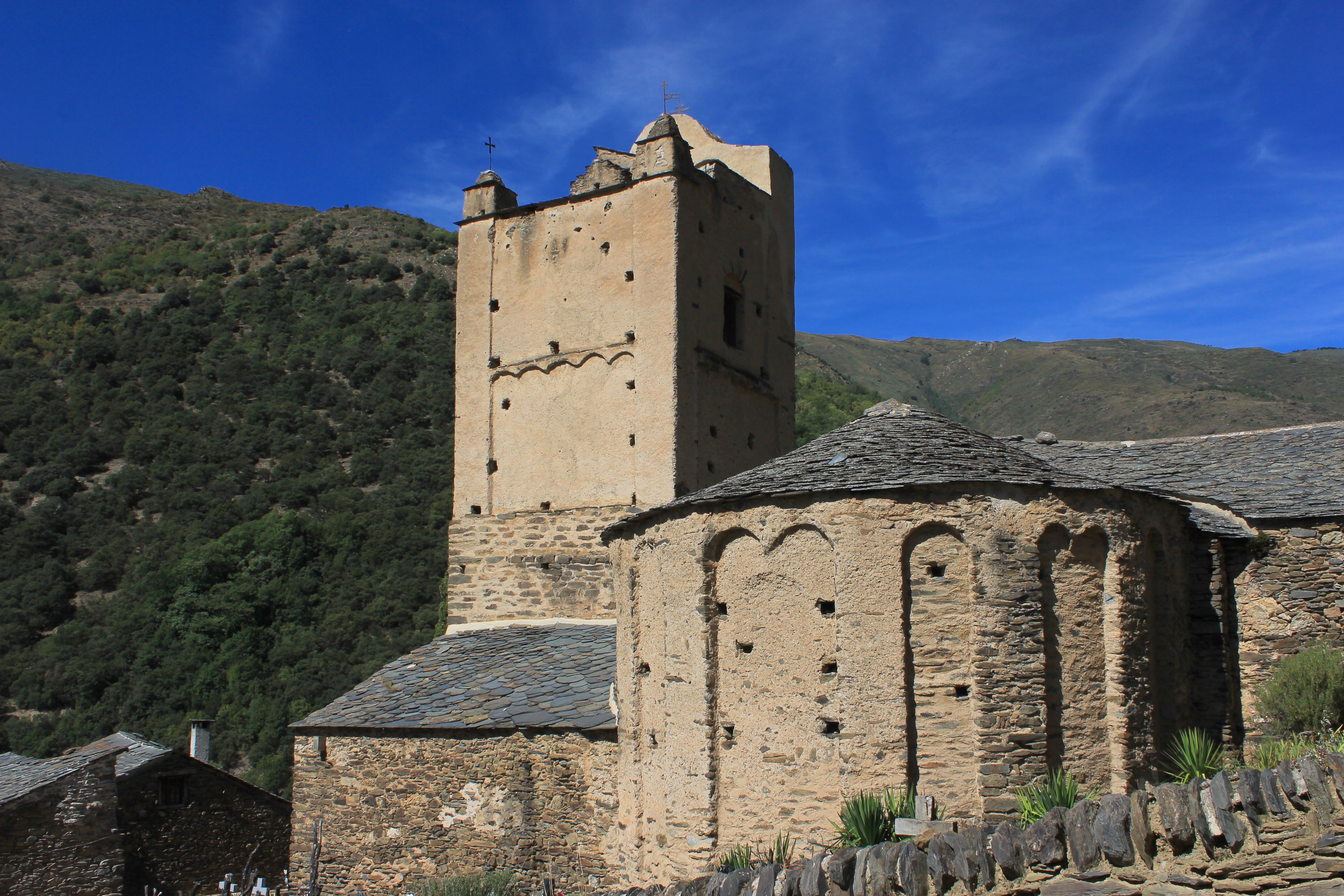
L'église Saint-André.
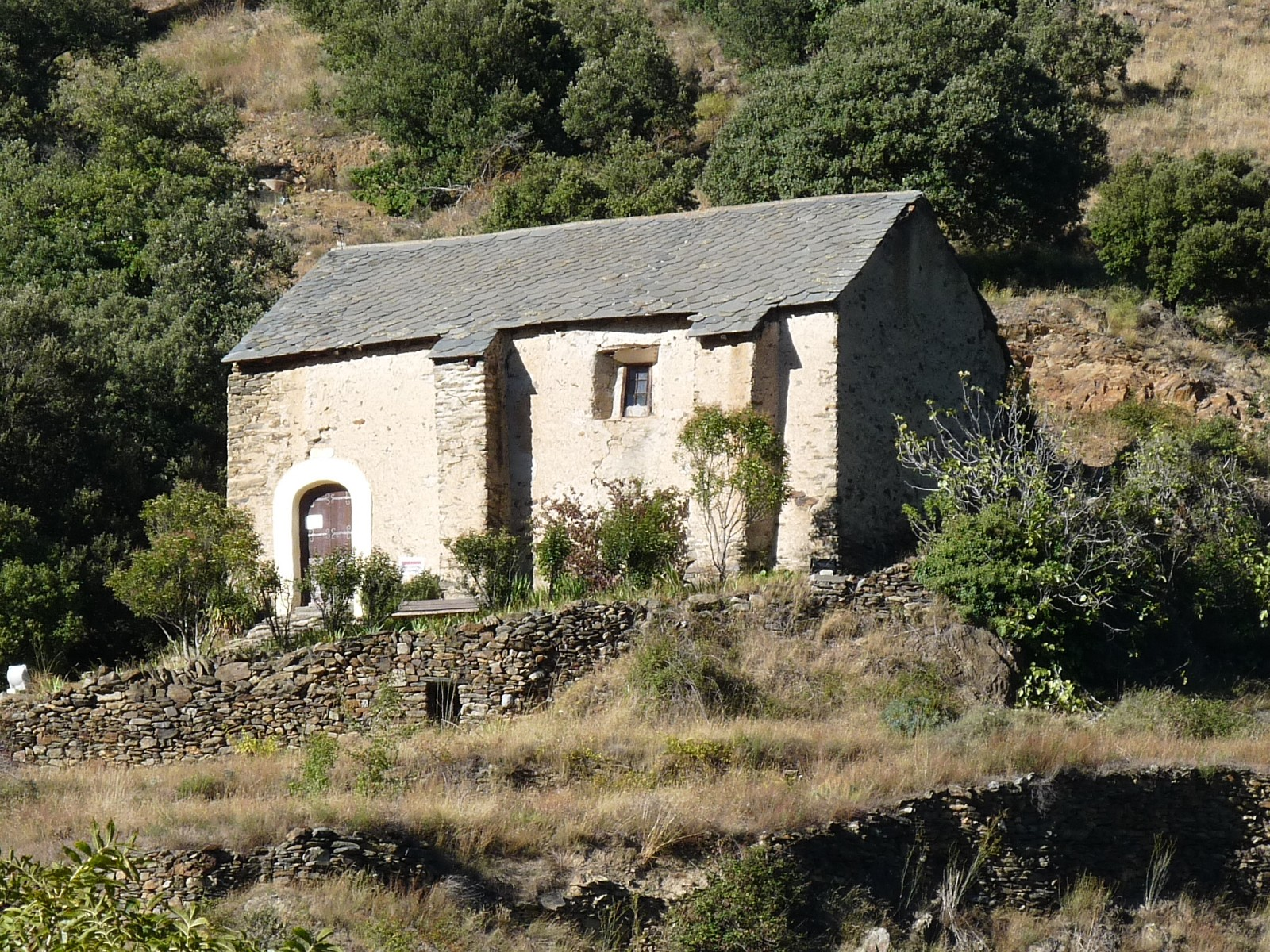
La chapelle Saint-Étienne.
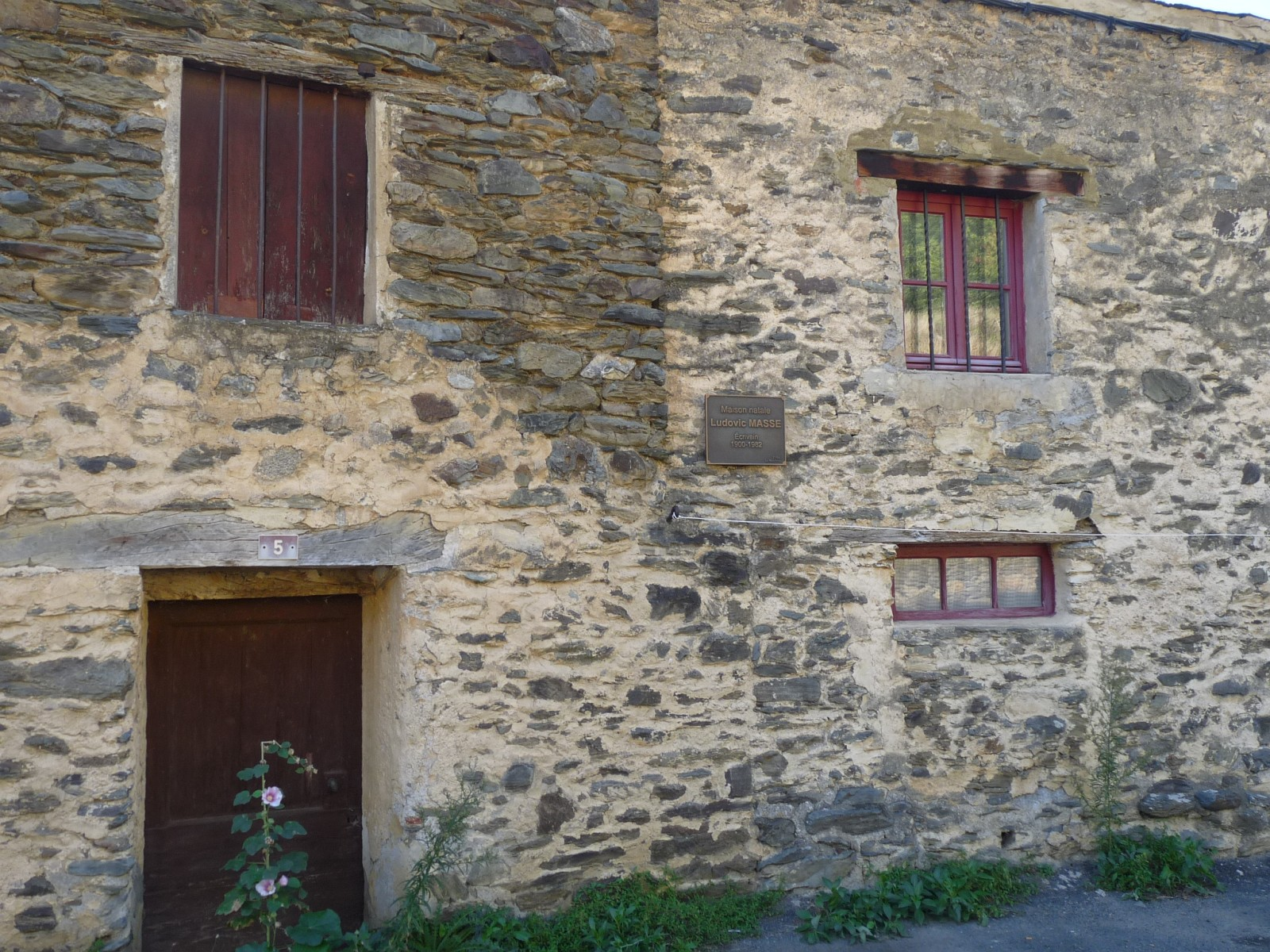
La maison natale de Ludovic Massé.
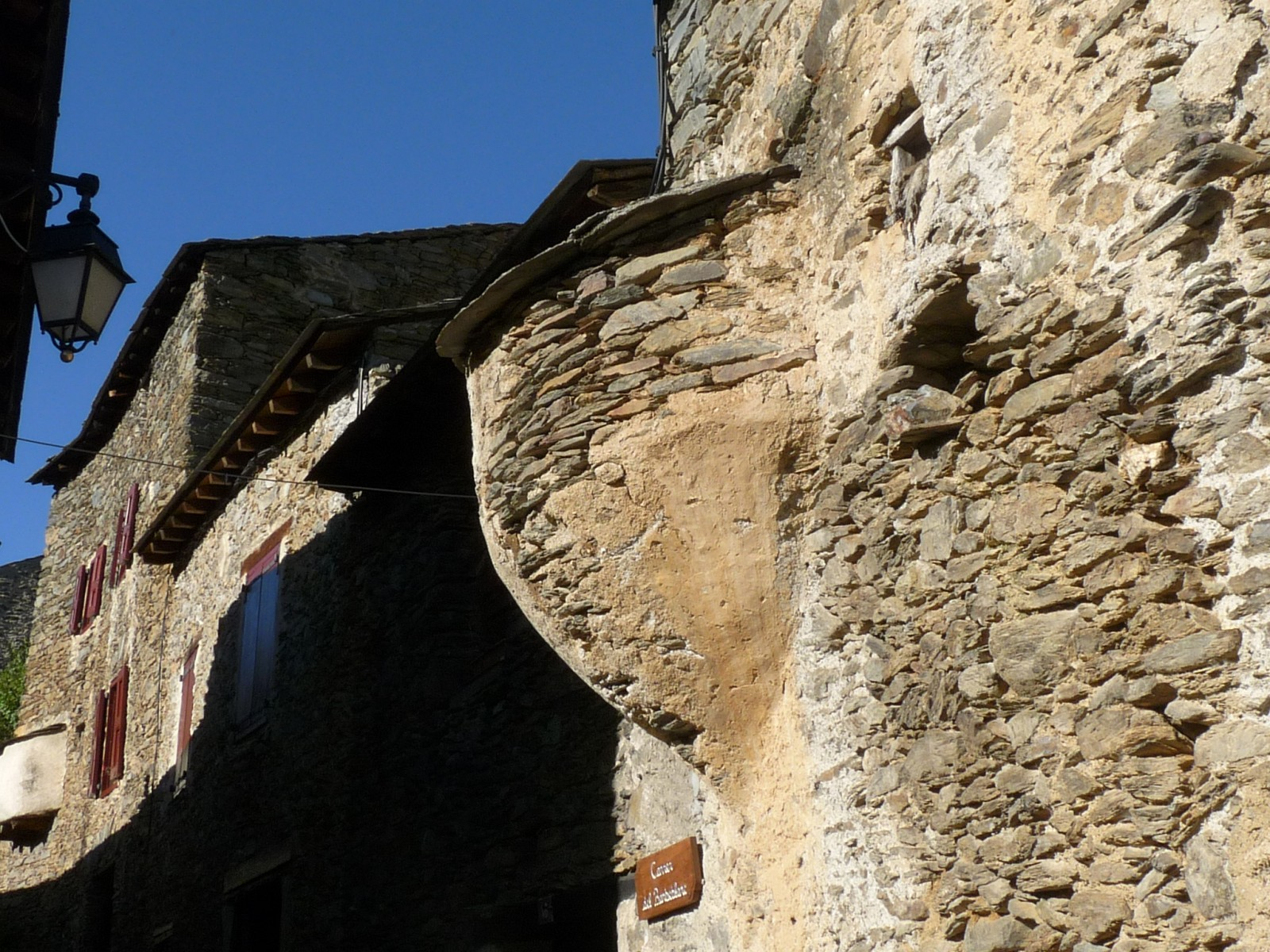
Maison ancienne avec four à pain.
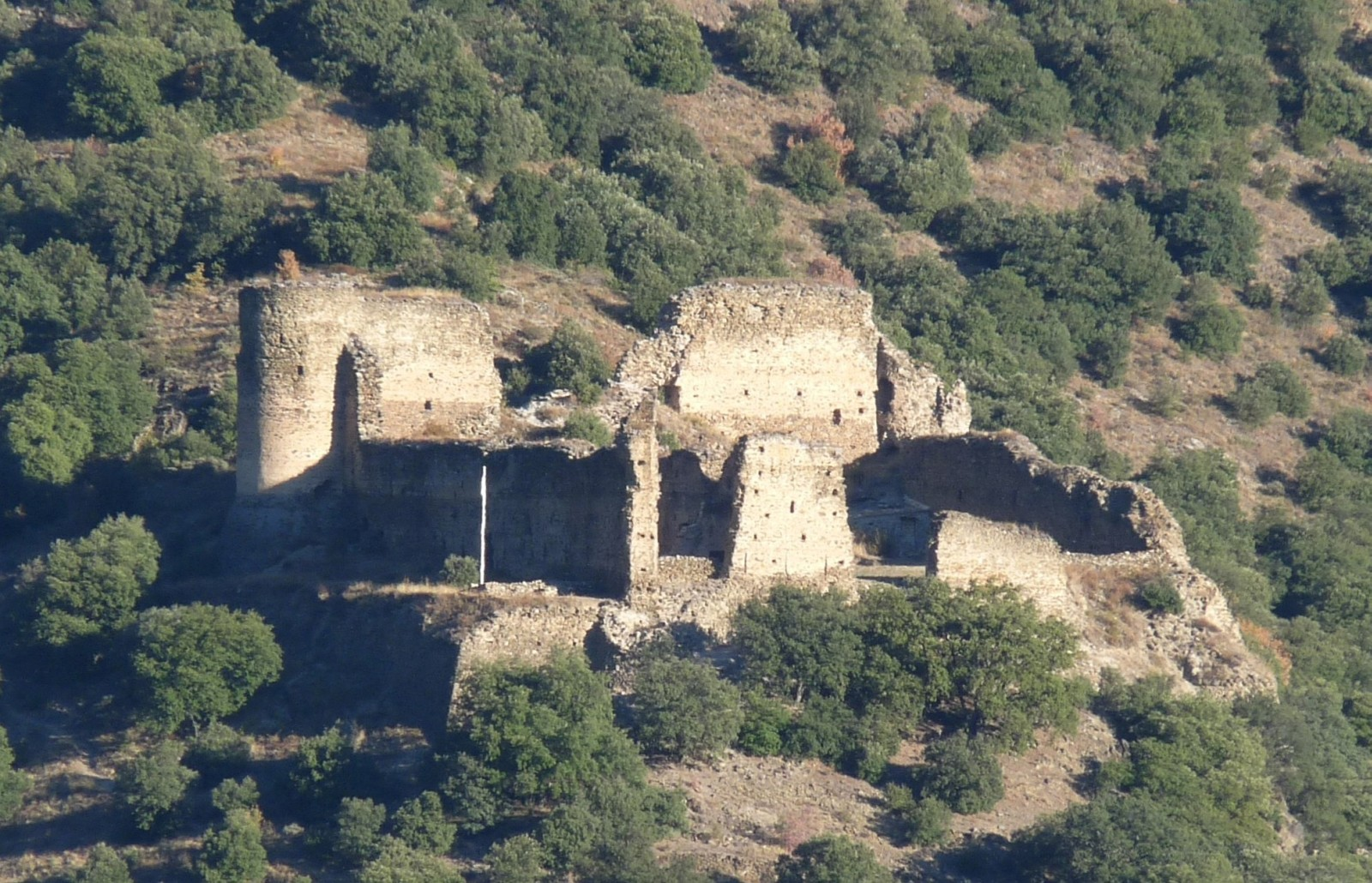
Château d'Évol.

### Personnalités liées à Évol
- Ludovic Massé (1900-1982) : romancier né à Évol.